# Нотион
Нотион (др.-греч. Νότιον — «южный») — древний портовый город. Располагался в 15 км от Колофона и в 50 км от Измира. Сейчас его руины находятся в границах деревни Ахметбейли района Мендерес провинции Измир.

## История
Самое древнее упоминание о городе содержится в сочинениях Геродота. Нотион был самым южным городом Эолиды с плодородной почвой, но климат его был не таким хорошим, как у ионийцев. Как и Колофон, Нотион входил в Аттический морской союз.
В 406 году до н. э. в районе города произошло одно из морских сражений Пелопоннесской войны, названное Битвой при Нотиуме. Оно было выиграно спартанцами, и из-за этого небольшого поражения был отстранён от командования афинским флотом талантливый военачальник Алкивиад, что заметно облегчило положение восставших.
В 299 году до н. э., с приходом Александра Македонского, вся Малая Азия перешла в подчинение его диадоха Лисимаха. Полководец разорил Колофон и переселил всех его жителей в приморский Нотион. Таким образом город стал независимым и перенял название Колофона.
В 218 г. до н. э. Нотион был присоединён к Пергамскому царству Пергама Аттала I. В 196 г. до н. э. город завоевал сирийский царь Антиох III Великий, а в 191 г. до н. э. он вновь стал пергамским владением, но царя Эвмена II. Во время борьбы за Магни́сию Нотион воевал на стороне Рима и его союзников. В 188 г. до н. э. получил особый статус автономии. В 132 г. до н. э., во время начавшегося восстания против Рима, в порт вошли корабли провозглашённого пергамским царём Аристоника. После подавления восстания Нотион стал частью римской провинции Азия. Постепенно город пришёл в упадок, его название перестало появляться в летописях, и он, вероятно, был покинут.
В византийские времена Нотион был центром епископата и долгое время этот статус сохранял.

## Нотион и Колофон
Отношения между соседними городами Нотионом и Колофоном всегда были напряжёнными.
В III веке до н. э. Колофон и Нотион заключили соглашение о политическом союзе и объединённом гражданстве. С этого периода в сохранившихся надписях из Нотиона начинают встречаться имена колофонцев.
Несмотря на то, что Нотион на протяжении веков был независимым городом, современники рассматривали его как часть Колофона, называя «Колофон у моря», «Новый Колофон» или «Колофон на юге». Колофон же называли «старый Колофон» или «Колофон на севере».
После заката Колофона Нотион обрёл большее социально-экономическое значение, но даже в этот период город своей монеты не чеканил. Отсутствие собственной монеты и минимальные взносы в Аттический морской союз показывают, что по крайней мере до периода Лисимаха Нотион не смог подняться до уровня Колофона.

## Руины города

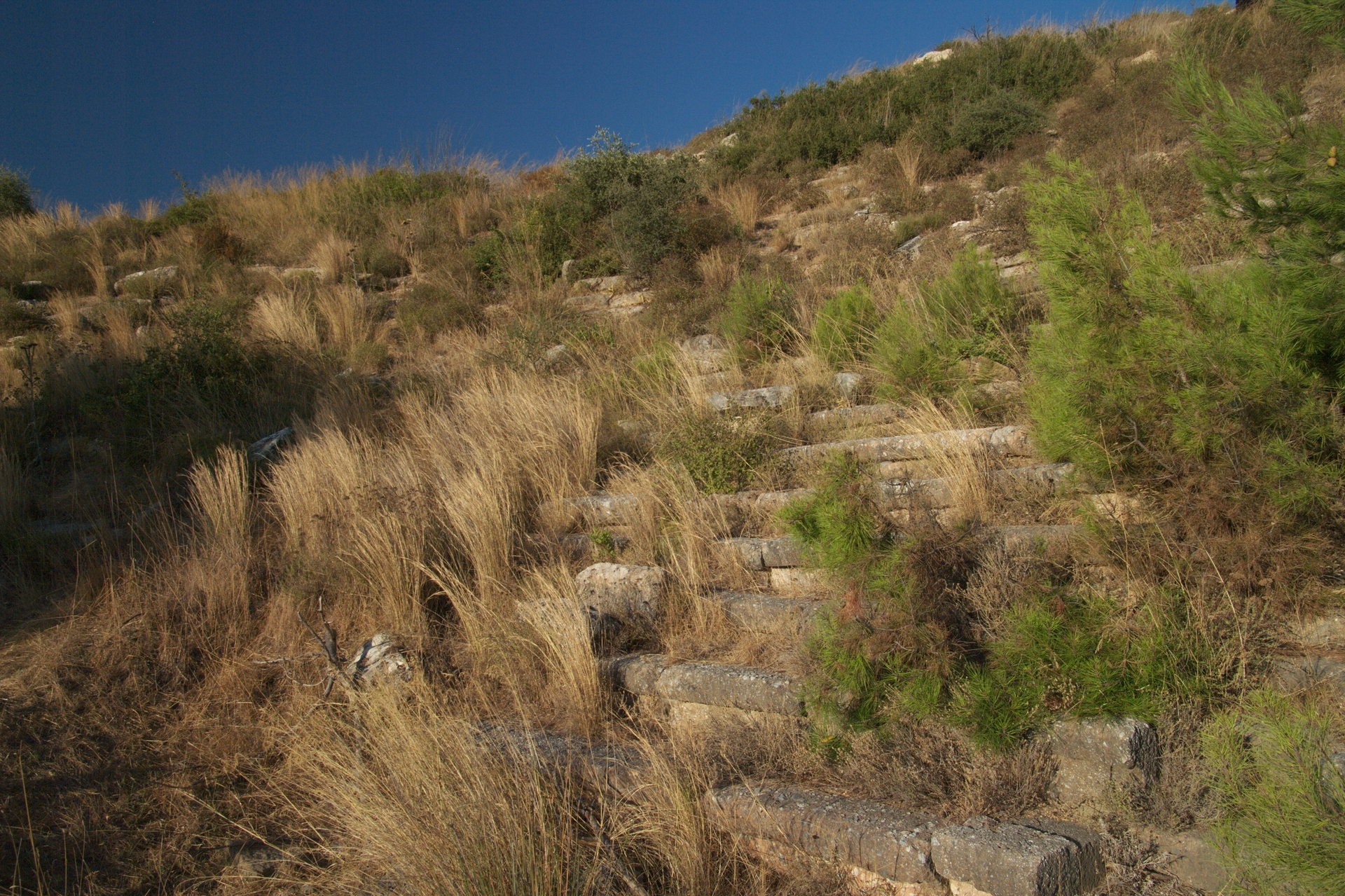
Руины городского театра

Первые значительные раскопки на месте Нотиона были проведены французской экспедицией в 1921 году. Сохранились остатки акрополя, крепостной стены, театра, агоры, храма Афины и бань.
Местные жители называют акрополь, располагающийся на двух холмах, крепостью. Храм главной покровительницы города — богини Афины Паллады — располагался на морском склоне западного холма. 4-х километровые стены, укреплённые квадратными крепостными башнями, были построены в эллинистический период. Из башен сохранились 2: одна на севере, вторая на западе. Дороги через них вели в порт.